# Andrzej Klamt

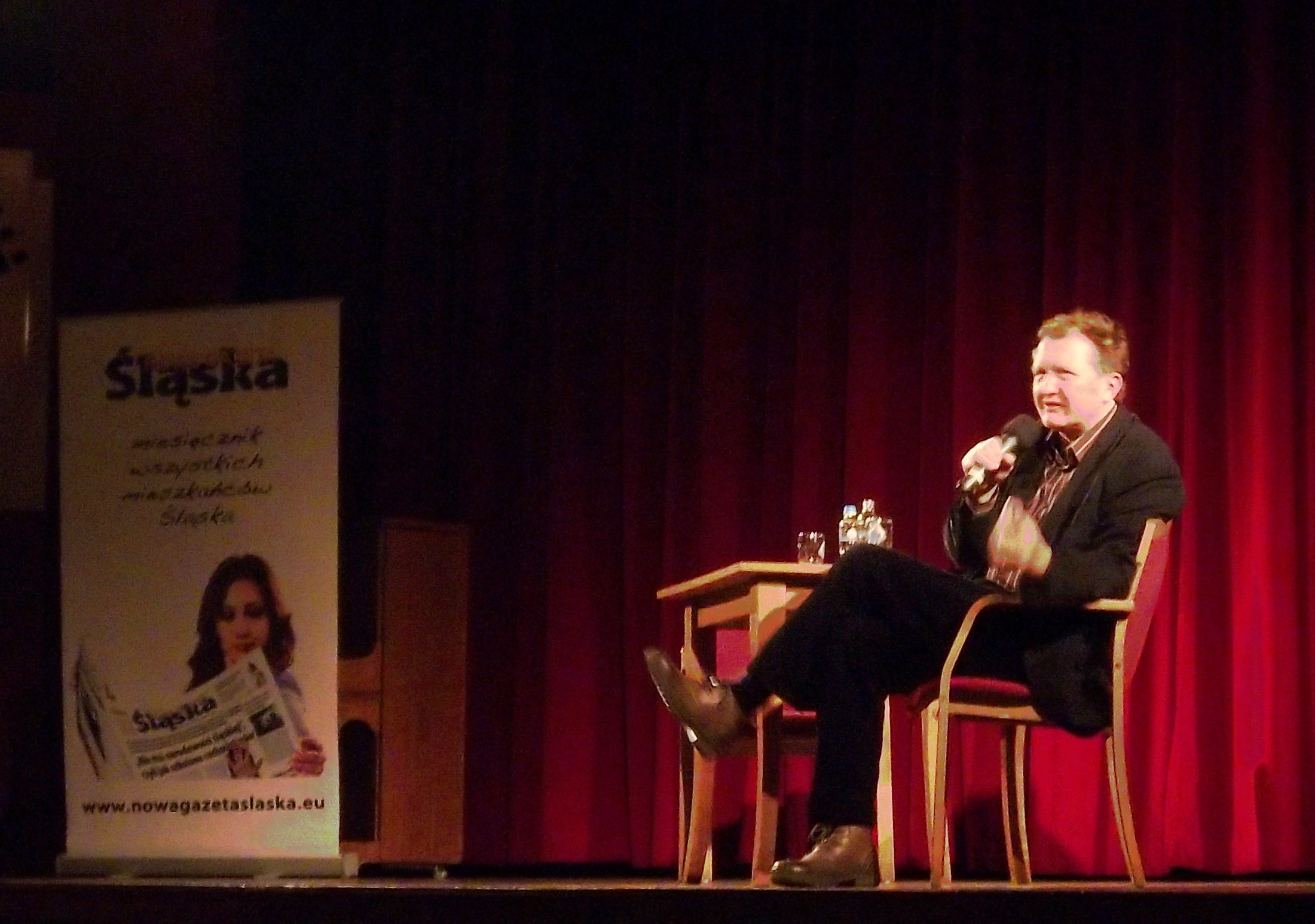
Andrzej Klamt, 2012

Andrzej Klamt (* 8. Oktober 1964 in Bytom, Polen) ist ein polnisch-deutscher Dokumentarfilmer.

## Leben
Als 15-Jähriger siedelte Klamt 1979 mit seinen Eltern in die Bundesrepublik um. Nach dem Abitur studierte er von 1985 bis 1990 Filmwissenschaft und Slavistik an der Johann Wolfgang Goethe-Universität Frankfurt am Main. 1989 verbrachte er ein Studienjahr in der UdSSR (Moskau/Nowosibirsk).
Seit 1990 lebt und arbeitet Andrzej Klamt in Wiesbaden als freier Autor und Regisseur im Dokumentarfilmbereich. 1994 gründete er die „Halbtotal Filmproduktion“ in Wiesbaden.
Von 1995 bis 2013 schrieb und produzierte Klamt als freier Autor Beiträge für die TV-Magazine „Kulturzeit“, „Aspekte“ und „Foyer“.
Von 2006 bis 2007 übernahm Klamt einen Lehrauftrag im Fachbereich Film-Gestaltung an der FH Wiesbaden. 2007 bis 2009 erhielt Klamt das „Grenzgänger“-Stipendiat der Robert-Bosch-Stiftung.

## Filmografie (Auswahl)
- 1993: Baldajew – Zeichner des GULag[1]
- 1996: Der strahlende Sarg
- 1998: Pelym
- 2000: „… Verzeihung, ich lebe“
- 2001: Tanz der Feuerräder – Das ukrainische poetische Kino des Juri IIjenko
- 2004: Wer bin ich? Schlesische Lebensläufe
- 2004: Carpatia
- 2003–07: Theaterlandschaften Stuttgart/Wiesbaden/München u.a.
- 2007: Das gelobte Land – Ein sibirisches Utopia
- 2007: Spurlos verschwunden
- 2007: Theaterlandschaften spezial „Dreiländereck“
- 2009: In fremder Haut
- 2009: Für Danzig sterben?
- 2011: Momente der Geschichte
- 2011: Die geteilte Klasse
- 2012: Bis zum Tod und weiter
- 2013: Kampf ums Überleben – Polen unter deutscher Besatzung
- 2014: Das Glück des abchasischen Hirten
- 2014: Mörder unter uns – Fritz Bauers einsamer Kampf
- 2014: Gloria und Exodus – Die Geschichte des schlesischen Adels
- 2014: Zweiter Weltkrieg
- 2015: Anne Frank und Kinder des Krieges
- 2015: LIMIT SOS
- 2016: mit Zofia Kunert und Gordian Maugg: Die Deutschen und die Polen – Geschichte einer Nachbarschaft[2]
- 2018: Kulturrevolution auf polnisch
- 2020: Blackbox Syrien – Der schmutzige Krieg
- 2020: Der Kniefall von Warschau
- 2022: Zurück in die Ukraine – Die Heimkehr des Fotografen Juri Kosin
- 2023: Kunstfront – Ukrainische Kulturschaffende im Ausnahmezustand

## Preise und Auszeichnungen
Für „LIMIT SOS“
- lobende Erwähnung LICHTER FILMFEST 2015
- Prädikat FBW „wertvoll“

Für „Die geteilte Klasse“
- Spezialpreis des Neiße-Film Festivals 2012
- Teilnahme an der 7. Berlin Biennale 2012

Für „Für Danzig sterben?“
- Nominierung für den Deutsch-Polnischen Journalistenpreis 2010

Für „Theater im Dreiländereck D/PL/CZ“
- Deutsch-Polnischer Journalistenpreis 2008 Kategorie Fernsehen

Für „Carpatia“
- „Cinemambiente 2004“ Hauptpreis, Torino, Italien
- „Bester Film“ Festival dos Festivais, 2006 Goias/Brasilien
- Prädikat FBW „Besonders wertvoll“
- Nominierung „Beste Kamera“ – Deutscher Kamerapreis 2005
- Nominierung „Bester Schnitt“ – Schnitt Preis 2005
- (Festivalteilnahme: u. a. Nyon, Wien, Barcelona, Oslo, Kopenhagen, San Francisco)

Für „… Verzeihung, ich lebe“
- „Hessischer Filmpreis 2000“
- „Dokumentarfilm des Jahres 2000“ epd film (Jury der evangelischen Filmarbeit)
- (Festivalteilnahme an der Berlinale, Kasseler DokFest, Filmfest Melbourne)

Für „PELYM“
- „Preis für den besonderen Dokumentarfilm“ bei dem Internationalen Dokumentarfilmfestival in München 1998
- arte Filmpreis für den besten deutschen Dokumentarfilm des Jahres 1998, Duisburger Filmwoche
- (Festivalteilnahme an der Berlinale, IDFA Amsterdam, Oslo, Taipei, IDFF München)